# San Vicente de Tagua Tagua
San Vicente de Tagua Tagua, vereinfacht auch San Vicente, ist eine Stadt und Gemeinde in der Provinz Cachapoal in der Región del Libertador General Bernardo O’Higgins in Chile. Bei der Volkszählung im Jahr 2017 hatte sie 46.776 Einwohner. Die Gemeinde erstreckt sich über eine Fläche von 475,8 km².

## Archäologie
Tagua-Tagua stellt eine sehr frühe paläo-indische archäologische Stätte dar und wird auf 11.380 ± 380 Jahre vor der Gegenwart datiert. Dies ist eine alte pleistozäne Stätte, an der Menschen große Tiere schlachteten, die sie jagten. Die Stätte wurde in den 1860er-Jahren entdeckt. Eine obere, jüngere Schicht liegt etwa 1 m unter der Oberfläche. Die ältere Schicht liegt etwa 2,4 m unter der Oberfläche und enthält abgebrochene Steinwerkzeuge. Es sind Pferde- und Mastodontenreste sowie kleinere Tiere vertreten. Die 2024 erstmals wissenschaftlich beschriebene Fundstätte Taguatagua 3 wurde auf ein Alter zwischen 12.550 und 12.440 Jahren vor heute (cal BP) datiert und als Jagdlager interpretiert.

## Bevölkerung
Laut der Volkszählung des Nationalen Statistikinstituts von 2002 hatte San Vicente de Tagua Tagua 40.253 Einwohner (20.095 Männer und 20.158 Frauen). Davon lebten 21.965 (54,6 %) in städtischen Gebieten und 18.288 (45,4 %) in ländlichen Gebieten. Die Bevölkerung wuchs zwischen den Volkszählungen 1992 und 2002 um 14,5 % (5086 Personen). Im Jahr 2017 zählte man 46.776 Personen.

## Persönlichkeiten
- José Donoso (1930–2023), Fußballspieler
- Víctor Castañeda (* 1938), Fußballspieler
- Juan Liberona (* 1938), Fußballspieler
- Gerardo Castañeda (* 1945), Fußballspieler
- Víctor Hugo Castañeda (* 1962), Fußballspieler
- Patricio Mardones (* 1962), Fußballspieler
- Cristián Castañeda (* 1968), Fußballspieler
- Jorge Gómez (* 1968), Fußballspieler
- Mauricio Pozo (* 1970), Fußballspieler
- Rodrigo Jara (* 1985), Fußballspieler
- Juan Abarca (* 1988), Fußballspieler
- Fernando Vásquez (* 1994), Fußballspieler